# Пол Ланжвен
Пол Ланжвен (на френски: Paul Langevin) е френски физик и обществен деятел, създател на теорията на диамагнетизма и парамагнетизма.
Член на Френската академия на науките, член-кореспондент на Руската академия на науките, почетен член на Академията на науките на СССР, член на Лондонското кралско общество.
Той е антифашист, защитник на човешките права и член на Френската комунистическа партия. След Втората световна война подготвя с Анри Валон проект за реформа на образованието. Посещава СССР.